# Lama Tholus
Il Lama Tholus è una struttura geologica della superficie di Venere.